# Йонас Карпіньяно
Йо́нас Карпінья́но (італ. Jonas Carpignano; нар. 16 січня 1984, Нью-Йорк, США) — італійський кінорежисер та сценарист. Багаторазовий номінант та лауреат численних фестивальних та професійних міжнародних та національних кінонагород .

## Біографія
Йонас Карпіньяно народився 16 січня 1984 року в Нью-Йоркському Бронксі, (США), та виріс у Нью-Йорку та Римі. Його батько — італієць за походженням, мати — афроамериканка, що народилася у Барбадосі.
Йонас почав знімати фільми ще під час навчання у Весліанському університеті, який він закінчив з відзнакою в 2006 році. Після роботи протягом декількох років в кіноіндустрії в Італії і в Сполучених Штатах, він вступив до Tisch School of the Arts Нью-Йоркського університету, де зафільмував свої перші короткометражні фільми, які були показані на Каннському, Венеційському кінофестивалях та Кінофестивалі «Сенденс».
У 2015 році Йонас Карпіньяно дебютував повнометражним фільмом «Середземномор'я», світова прем'єра якого відбулася в програмі Міжнародного тижня критиків на 68-му Каннському міжнародному кінофестивалі. Він отримав позитивні відгуки критиків, і з моменту його випуску фільм показали на багатьох фестивалях в усьому світі, таких як Лондонський кінофестиваль, AFI Fest і Стокгольмський міжнародний кінофестиваль, де він отримав три нагороди, включаючи премії за найкращий дебютний фільм та найкращому акторові. Національна рада кінокритиків США в 2015 році відзначила фільм нагородою за найкращий режисерський дебют і включила «Середземномор'я» до свого списку п'ятірки найкращих іншомовних фільмів року.
У 2016 році Йонаса Карпіньяно нагороджено стипендією Ґуґґенгайма.
У 2017 році Карпіньяно зняв свій другий повнометражний драматичний фільм «Чамбра», прем'єра якого відбулася на 70-му Каннському міжнародному кінофестивалі в секції «Двотижневик режисерів». Фільм, одним з виконавчих продюсерів якого виступив Мартін Скорсезе, виграв приз Europa Labels за найкращий європейський фільм. Його було відібрано від Італії претендентом в номінацію «Найкращий фільм іноземною мовою» на 90-ту церемонію «Оскара», але не потрапив до короткого списку номінантів. Проте, стрічка отримала низку нагород на міжнародних кінофестивалях та була номінована на «Срібну стрічку» Італійського національного синдикату кіножурналістів як найкращий фільм та на премію «Незалежний дух» за найкращу режисерську роботу. У 2018 році «Чамбра» біла номінована у 7-ми категоріях на здобуття італійської національної кінопремії «Давид ді Донателло», у тому числі за найкращий фільм; Йонас Карпіньяно здобув нагороду за найкращу режисерську роботу.
У 2018 році Йонас Карпіньяно увійшов до складу журі дебютних фільмів на 68-му Берлінському міжнародному кінофестивалі.

## Особисте життя
Йонас Карпіньяно мешкає в Південній Італії, де продовжує працювати як сценарист і кінорежисер.

## Фільмографія
| Рік  |     | Назва українською | Оригінальна назва    | Режисер | Сценарист | Оператор | Продюсер |
| ---- | --- | ----------------- | -------------------- | ------- | --------- | -------- | -------- |
| 2011 | к/м |                   | Bayou Black          | Так     | Так       |          |          |
| 2012 | к/м | Ч'яна             | A Chjàna             | Так     | Так       |          |          |
| 2012 | к/м | Міграція качок    | The Ducks' Migration |         |           | Так      |          |
| 2012 |     | 37                | 37                   |         |           | Так      |          |
| 2014 | к/м | Чамбра            | A Ciambra            | Так     | Так       |          |          |
| 2015 |     | Середземномор'я   | Mediterranea         | Так     | Так       |          |          |
| 2017 |     | Чамбра            | A Ciambra            | Так     | Так       |          | Так      |

## Визнання
| Рік                                                      | Категорія                                                     | Фільм             | Результат |
| -------------------------------------------------------- | ------------------------------------------------------------- | ----------------- | --------- |
| Венеційський міжнародний кінофестиваль                   |                                                               |                   |           |
| 2011                                                     | Приз Controcampo Italiano за найкращий короткометражний фільм | Ч'яна             | Перемога  |
| Вудстокський кінофестиваль                               |                                                               |                   |           |
| 2011                                                     | Почесна згадка — Найкращий студентський фільм                 | Bayou Black       | Перемога  |
| Італійський національний синдикат кіножурналістів        |                                                               |                   |           |
| 2012                                                     | Спеціальна згадка — Найкращий короткометражний фільм          | Ч'яна             | Перемога  |
| 2015                                                     | «Срібна стрічка» за найкращий короткометражний фільм          | Чамбра            | Номінація |
| Кінофестиваль «Санденс»                                  |                                                               |                   |           |
| 2013                                                     | Премія Mahindra Global Filmmaking за найкращий сценарій       | Ч'яна             | Перемога  |
| Каннський міжнародний кінофестиваль                      |                                                               |                   |           |
| 2014                                                     | Нагорода Discovery                                            | Чамбра            | Перемога  |
| 2015                                                     | Гран-прі Тижня критиків                                       | Середземномор'я   | Номінація |
| 2015                                                     | «Золота камера»                                               | Середземномор'я   | Номінація |
| 2017                                                     | Label Europa Cinemas                                          | Чамбра            | Перемога  |
| Стокгольмський міжнародний кінофестиваль                 |                                                               |                   |           |
| 2014                                                     | «Алюмінієвий кінь» за найкращий короткометражний фільм        | Чамбра            | Номінація |
| 2015                                                     | «Бронзовий фільм» за найкращий фільм                          | Середземномор'я   | Номінація |
| 2015                                                     | Найкращий перший фільм                                        | Середземномор'я   | Перемога  |
| 2015                                                     | Премія Telia                                                  | Середземномор'я   | Перемога  |
| 2017                                                     | «Бронзовий фільм» за найкращий фільм                          | Чамбра            | Номінація |
| Каїрський міжнародний кінофестиваль                      |                                                               |                   |           |
| 2015                                                     | «Золота піраміда» за найкращий фільм                          | Середземномор'я   | Перемога  |
| Міжнародний кінофестиваль у Мішкольці Jameson CineFest   |                                                               |                   |           |
| 2015                                                     | Премія Міжнародної конфедерації кіномистецтва                 | Середземномор'я   | Перемога  |
| 2017                                                     | Премія Міжнародної конфедерації кіномистецтва                 | Чамбра            | Перемога  |
| Міжнародний кінофестиваль у Маямі                        |                                                               |                   |           |
| 2015                                                     | Премія Park Grove за короткометражний фільм                   | Чамбра            | Перемога  |
| 2015                                                     | Премія аудиторії за найкращий короткометражний фільм          | Чамбра            | Перемога  |
| Мюнхенський кінофестиваль                                |                                                               |                   |           |
| 2015                                                     | One Future Prize — Почесна згадка                             | Середземномор'я   | Перемога  |
| 2017                                                     | Приз CineVision за найкращий фільм                            | Чамбра            | Номінація |
| Тбіліський міжнародний кінофестиваль                     |                                                               |                   |           |
| 2015                                                     | «Срібний Прометей» найкращому режисерові                      | Середземномор'я   | Перемога  |
| Премія «Готем»                                           |                                                               |                   |           |
| 2015                                                     | Премія Bingham Ray Breakthrough за режисуру                   | Середземномор'я   | Перемога  |
| 2015                                                     | Премія аудиторії                                              | Середземномор'я   | Номінація |
| Національна рада кінокритиків США                        |                                                               |                   |           |
| 2015                                                     | Найкращий режисерський дебют                                  | Середземномор'я   | Перемога  |
| Стамбульський міжнародний кінофестиваль                  |                                                               |                   |           |
| 2016                                                     | Кінопремія Ради Європи FACE — Права людини в кіно             | Середземномор'я   | Перемога  |
| Міжнародний кінофестиваль у Бергені                      |                                                               |                   |           |
| 2017                                                     | Премія «Екстраординарне кіно»                                 | Чамбра            | Перемога  |
| Міжнародний кінофестиваль «Jameson CineFest» у Мішкольці |                                                               |                   |           |
| 2017                                                     | Нагорода Міжнародної конфедерації кіномистецтва               | Йонас Карпаіньяно | Перемога  |
| Кінофестиваль у Трієсті                                  |                                                               |                   |           |
| 2018                                                     | Нагорода SNCCI за найкращий італійський фільм                 | Чамбра            | Перемога  |
| Премія CinEuphoria                                       |                                                               |                   |           |
| 2018                                                     | ТОП-10 року                                                   | Чамбра            | Номінація |
| Премія «Давид ді Донателло»                              |                                                               |                   |           |
| 2018                                                     | Найкращий фільм                                               | Чамбра            | Номінація |
| 2018                                                     | Найкращий режисер                                             | Чамбра            | Перемога  |
| 2018                                                     | Найкращий оригінальний сценарій                               | Чамбра            | Номінація |